# Acalolepta hunanensis
Acalolepta hunanensis là một loài bọ cánh cứng trong họ Cerambycidae.